# Francisco de Borja de Silva Bazán y Téllez Girón
Francisco de Borja de Silva-Bazán y Téllez-Girón (Madrid, 1815-Madrid, 1889) fue un noble y político español, xi marqués de Santa Cruz, que ocupó los cargos de senador y alcalde de Madrid.

## Biografía
Nacido el 31 de octubre de 1815 en Madrid, contrajo matrimonio con María de la Encarnación Fernández de Córdova Álvarez de las Asturias y Bohorques, camarera mayor de las reinas Mercedes y María Cristina. Pertenecía a la casa de Osuna por parte materna. Sucedió a su padre en 1848. Durante el reinado de Alfonso XII, ejerció el cargo de sumiller de corps y más adelante fue jefe superior del real palacio y guardasellos del rey. Fue gentilhombre de cámara con ejercicio y servidumbre desde el 15 de julio de 1838. Le fue concedida una gran cruz de Carlos III el 25 de octubre de 1846 y fue nombrado caballero del Toisón de Oro el 23 de enero de 1877. Durante el reinado de Isabel II fue senador vitalicio y desde 1876, con la Restauración borbónica volvió a ocupar el cargo de senador. También había sido alcalde corregidor de Madrid. Con grandeza de España, ostentó el título nobiliario de marqués de Santa Cruz y el de conde de Pie de Concha. Falleció el 28 de noviembre de 1889 en Madrid y fue sepultado en el cementerio de San Isidro.